# Шестикратний зв'язок
Шестикратний зв'язок — форма хімічного зв'язку між двома атомами у молекулі, що утворена шістьма електронними парами. 

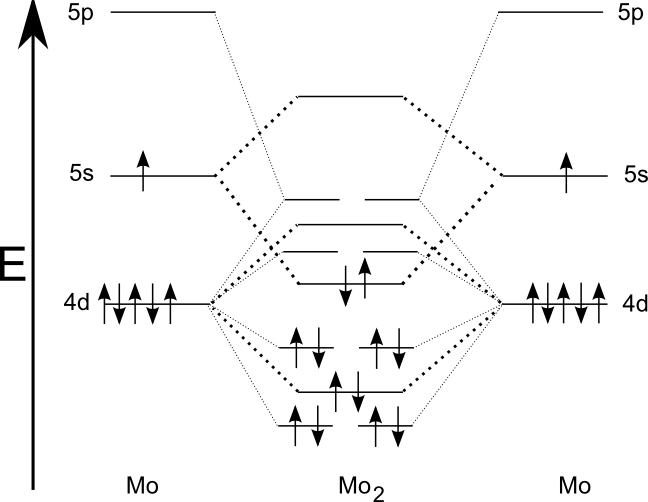
Схема молекулярних орбіталей для молекули димолібдену. Спостерігається утворення шістьох зв'язуючих молекулярних орбіталей.

Теоретично можливі шестикратні зв'язки можуть утворюватися у диатомних молекул хімічних елементів шостої групи періодичної системи (дихром Cr2, димолібден Mo2, дивольфрам W2) як і у диуранових молекул U2. Перекриття атомних орбіталей атомів цих елементів теоретично можливе, проте при цьому будуть також зайняті і розпушуючі орбіталі, так що фактичний ефективний порядок хімічного зв'язку не досягатиме шести. Порахований ефективний порядок хімічного зв'язку є 3,5 для Cr2, 5,2 для Mo2 та W2 і 4,2 для U2. Таким чином можна лише говорити про наближення для цих диатомних молекул до шестикратного зв'язку.

## Експеримент
Молекула димолібдену Mo2 отримана при низькій температурі (7 K) за допомогою техніки випаровування лазером та спостерігалася спектроскопією ближньої області інфрачервоного випромінювання або ультрафіолетовою спектроскопією. Синглетний стан очікується для молекул димолібдену і також для дихрому. Підтверджено збільшену кратність зв'язку за його довжиною Mo-Mo, що становить 1.94 Å.